# Pur ti miro
Pur ti miro is een duet uit de opera L'Incoronazione di Poppea van de Italiaanse componisten Claudio Monteverdi en Francesco Busenello. In het duet bezingen Poppaea en Nero hun liefde voor elkaar. 
De tekst was eerder gebruikt door de Italiaanse componist Benedetto Ferrari (±1603–1681) in diens opera Il pastor regio (1640). Mogelijk is niet alleen de tekst, maar ook de muziek van het betreffende duet door Monteverdi overgenomen.

## Tekst
Italiaans

Pur ti miro, pur ti stringo,

pur ti godo, pur t’annodo;

più non peno, più non moro,

o mia vita, o mio tesoro.

Io son tua, tuo son io.

Speme mia, dillo dí,

"l’idol mio, tu sei pur",

Si mio ben, si mio cor,

mia vita, si.
Nederlands

En toch kijk ik naar je, en toch houd ik je stevig vast,

en toch bewonder ik je, en toch wil ik me aan je binden,

Ik lijd geen pijn meer, ik sterf niet meer,

Oh mijn leven, oh mijn schat.

Ik ben de jouwe, jij bent de mijne.

Mijn hoop, zeg het, zeg het,

"Mijn idool, dat ben jij ook",

Ja mijn goedheid, ja mijn hart,

mijn leven, ja.

## Wetenswaardigheden
Het duet werd - bewerkt voor een enkele countertenor - gebruikt in de muziektheatervoorstelling: Dood in Venetië uit 2019.